# Phyllostachys flexuosa
Phyllostachys flexuosa är en gräsart som beskrevs av Marie Auguste Rivière och Charles Marie Rivière. Phyllostachys flexuosa ingår i släktet Phyllostachys och familjen gräs. Inga underarter finns listade i Catalogue of Life.